# Meclonazepam
Meclonazepam [(S)-3-methylclonazepam] ist eine chemische Verbindung aus der Gruppe der Benzodiazepine, welche in den 1970er Jahren von Hoffmann-La Roche entwickelt wurde. Es ist von der Struktur ähnlich dem Clonazepam. Dieses Benzodiazepin, das neben seinen sedierenden und anxiolytischen Effekten auch in hohen Dosen gegen Schistosomiasis wirksam ist, war nie kommerziell verfügbar. Es wird heute als Designerdroge im Internet angeboten.